# Lecka
Lecka – wieś w Polsce położona w województwie podkarpackim, w powiecie rzeszowskim, w gminie Błażowa.
| SIMC    | Nazwa    | Rodzaj    |
| ------- | -------- | --------- |
| 0644329 | Berdecha | część wsi |
| 0644335 | Betlejem | część wsi |
| 0644341 | Domaczka | część wsi |
| 0644358 | Dół      | część wsi |
| 0644364 | Góra     | część wsi |
| 0644370 | Łączki   | część wsi |
| 0644387 | Wenecja  | część wsi |
| 0644393 | Zagumiak | część wsi |

W latach 1975–1998 miejscowość administracyjnie należała do województwa rzeszowskiego.
Miejscowość jest siedzibą rzymskokatolickiej parafii Najświętszego Serca Jezusowego.
W Lecce urodził się profesor Uniwersytetu Jagiellońskiego matematyk Józef Siciak.